# Corgatha argenticosta
Corgatha argenticosta là một loài bướm đêm trong họ Erebidae.